# Jeorjos Jenimatas
Jeorjos Jenimatas (ur. w 1873 w Lakonii, data i miejsce śmierci nieznane) – grecki lekkoatleta, uczestnik Igrzysk Olimpijskich w Atenach (1896).
Podczas Igrzysk Olimpijskich wystartował w zawodach w konkurencji biegu na 100 metrów, w trakcie których odpadł w eliminacjach.
Nie są znane szczegóły dotyczące jego życia i śmierci.